# KZ Soldau

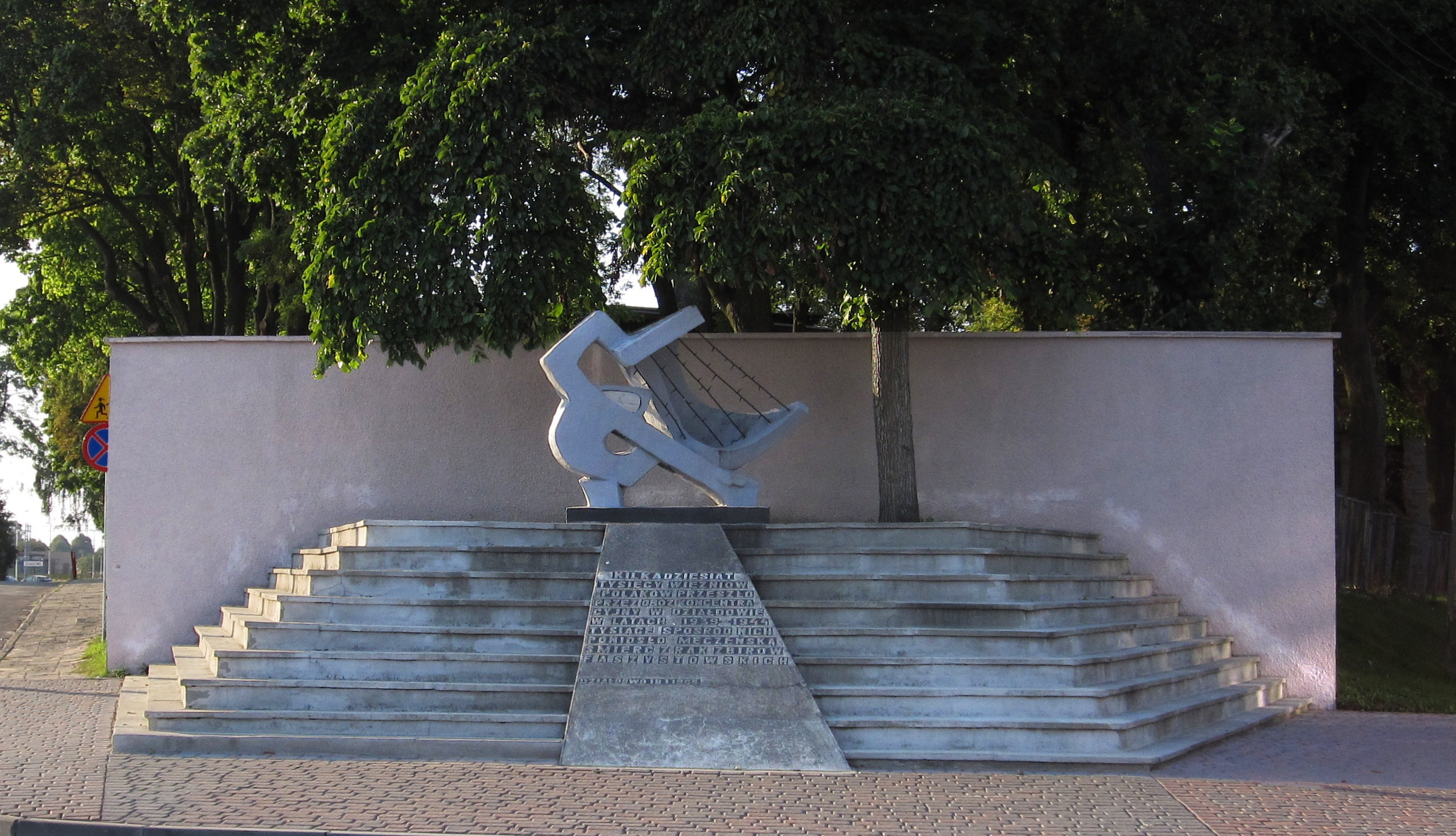
Mahnmal 2014

Das Konzentrationslager Soldau war ein deutsches Konzentrationslager, das 1939 in der Stadt Działdowo (deutsch Soldau) in dem von Deutschland besetzten Polen eingerichtet wurde. In dem etwa 8 ha großen  Lager kamen schätzungsweise 30.000 Menschen ums Leben. Das Lager wurde durch den Volksdeutschen Selbstschutz als Arbeitserziehungslager eingerichtet, dann zum Durchgangslager umgewandelt, fungierte als solches aber als erstes Vernichtungslager für die unauffällige Liquidation von Polen und behinderten Menschen. Die formellen Umbenennungen des Lagers von 'Arbeitserziehungslager' zu Kriegsgefangenen- und Durchgangslager sollten verschleiern, dass das Lager im Rahmen der Intelligenzaktion für die Ermordung der polnischen Elite, im Besonderen der militärischen Führung und des Klerus, eingerichtet worden war.
Das Lager hatte drei Außenlager in den nahegelegenen Orten Iłowo-Osada, Mławka und Nosarzewo Borowe, gilt aber nicht als eigentliches Stammlager.
Besondere Bedeutung hat das Lager im Hinblick auf die Inhaftierung und Ermordung Geistlicher wie dem Erzbischof und Bischof von Płock Antoni Julian Nowowiejski und der Tötung von behinderten Menschen im Rahmen der Aktion T4 u. a. mit Gaswagen.

## Geschichte

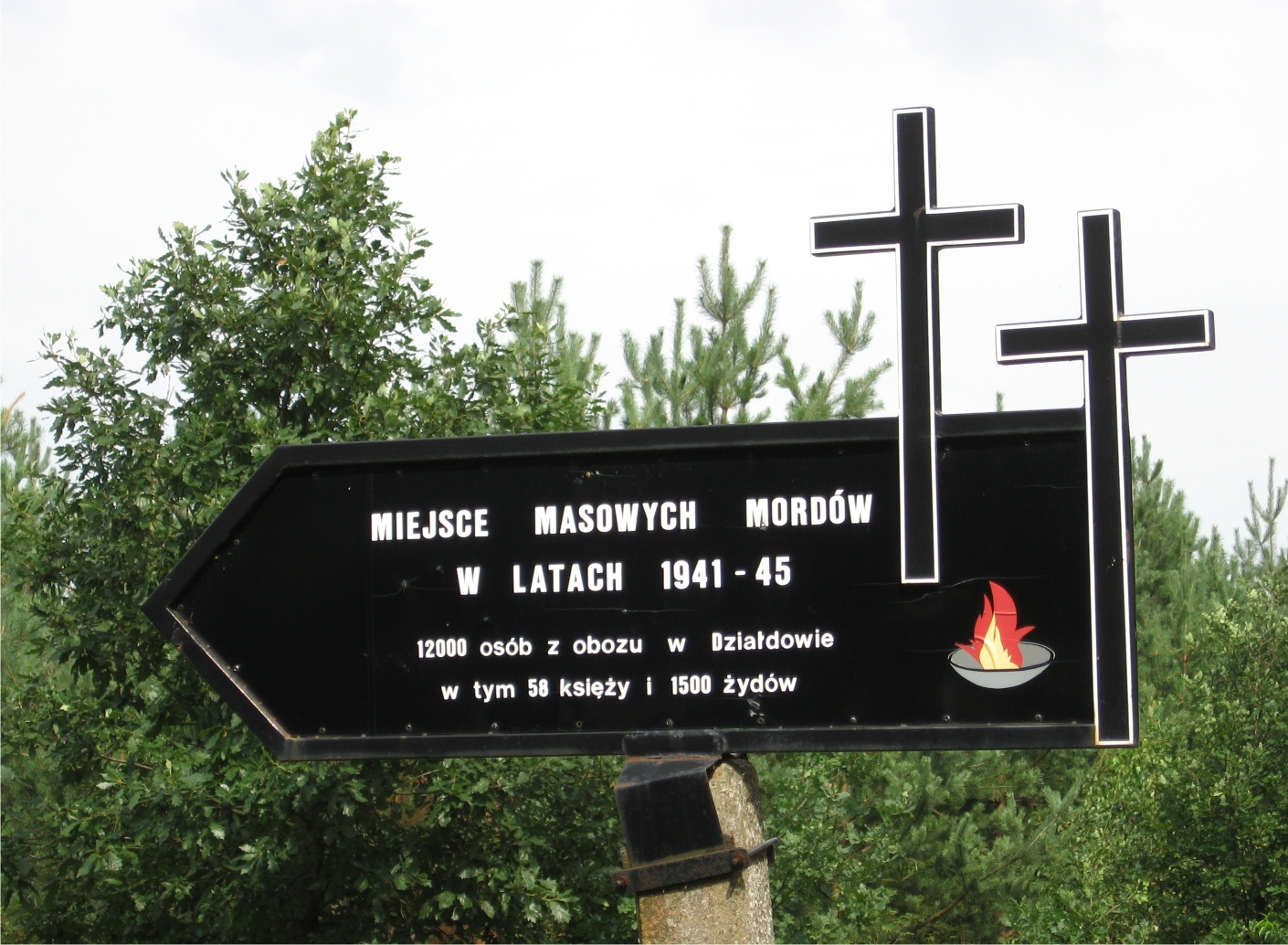
Gedenktafel: „Zum Gedenken an 12.000 Opfer von Massenmorden 1941–1945, darunter 50 Priester und 1500 Juden“

Das Lager wurde in der ehemaligen Kaserne des 32. Infanterieregiments als Übergangslager für die beim Überfall auf Polen gefangenen Soldaten eingerichtet, zu den ersten Gefangenen zählte die Besatzung der Festung Modlin. Die Gefangenen kampierten unter freiem Himmel und wurden von der Soldauer Bevölkerung mit Nahrungsmitteln versorgt, durch die unzureichenden Bedingungen starben viele von ihnen.
Ende Mai/Anfang Juni 1940 organisierte der SS-Obergruppenführer und General der Waffen-SS Wilhelm Koppe in dem Lager den Massenmord an 1558 deutschen und ca. 300 polnischen behinderten Menschen, der von dem ihm unterstehenden Sonderkommando Lange mit Gaswagen durchgeführt wurde. Die Ermordeten stammten u. a. aus der  Provinzial-Heil- und Pflegeanstalt Allenberg bei Wehlau und den Carlshöfer Anstalten in Carlshof (Karolewo) bei Rastenburg (Kętrzyn), beide in Ostpreußen gelegen.
Von November 1941 bis Februar 1944 war Constantin Canaris Inspekteur der Sicherheitspolizei und des SD in Königsberg und in Personalunion Leiter der Staatspolizeileitstelle Königsberg. In dieser Funktion unterstand ihm auch das Arbeitserziehungslager und spätere Konzentrationslager Soldau.
Zur Vertuschung der Taten wurden ab dem 1. März 1944 die Leichen der Ermordeten ausgegraben, verbrannt und zermalmt.
Das Lager wurde nach dem Rückzug der Deutschen im Januar 1945 vor der Roten Armee vom NKWD als Konzentrationslager für Reichsdeutsche und mutmaßliche Kollaborateure genutzt.
Das Hauptgebäude steht heute verwaist und teilweise zerstört. An die Geschichte des Lagers erinnert eine Gedenktafel.
Im Juli 2022 wurden nahe dem ehemaligen Standort des Lagers im Wald von Iłowo-Osada über 17 Tonnen menschlicher Asche gefunden, die als Überreste von ungefähr 8000 Opfern gelten.

## Inhaftierung polnischer Geistlicher
In Polen wird das Lager besonders durch die Inhaftierung von Geistlichen vom Herbst 1939 bis zum Herbst 1941 wahrgenommen. Zu den Gefangenen gehörten u. a. Antoni Julian Nowowiejski, Erzbischof und Bischof von Płock, und Leon Wetmański, Weihbischof des Bistums Płock. Die geistlichen Gefangenen wurden von den Lageraufsehern in besonderer Weise schikaniert, gedemütigt und gefoltert.